# هورنی برتشکوو
هورنی برتشکوو (به چکی: Horní Břečkov) یک منطقهٔ مسکونی در جمهوری چک است که در ناحیه زنویمو واقع شده‌است. هورنی برتشکوو ۲۱٫۱۱ کیلومتر مربع مساحت و ۲۸۳ نفر جمعیت دارد و ۴۰۵ متر بالاتر از سطح دریا واقع شده‌است.